# Золотухин, Александр Николаевич (режиссёр)
Александр Николаевич Золотухин (род. 7 сентября 1988; Запорожье) — российский кинорежиссёр и сценарист. Выпускник мастерской Александра Сокурова.

## Биография
Александр Золотухин родился в семье военного летчика, его отец служил на Украине, в Казахстане, в Белоруссии и на Кавказе, семья переезжала вместе с ним.
Золотухин окончил художественную школу, в 2005 году поступил на экономический факультет Кабардино-Балкарского государственного университета, получил диплом программиста. Работая по специальности, смог оплатить себе обучение на факультете экранных искусств Санкт-Петербургского университета кино и телевидения и в 2010 году поступил на заочное отделение. Уже будучи студентом третьего курса, он узнал о мастерской Александра Сокурова в КБГУ, и перевёлся туда. Окончил курс в 2015 году.
Сыграл эпизодическую роль в «Тесноте» сокурсника по мастерской Кантемира Балагова.

## Карьера
Среди ранних работ Золотухина: «Новый Прометей» (2011), «Песни, что пели до меня» (2012), «Орнамент» (2014), «Опыты» (2016), «Жизнь моего друга» (2017), «Спотыкаться» (2019).
В 2019 году вышел полнометражный фильм Золотухина «Мальчик русский». Картина рассказывает о подростке, который добровольцем идёт воевать в Первой Мировой войне и слепнет в первом же сражении. Главную роль исполнил воспитанник одного из детских домов Петербурга Владимир Королёв, художественным руководителем картины стал Александр Сокуров. Премьера состоялась в 2019 году в параллельной программе Берлинского кинофестиваля «Форум». За «Мальчика» режиссёр был удостоен премии «Ника» в номинации «Открытие года» и премии за лучший режиссёрский дебют фестиваля «Балтийские дебюты». Картина получила гран-при программы Forward Future Международного Пекинского Кинофестиваля, два главных приза на Международном кинофестивале Фаджр, диплом Гильдии киноведов и кинокритиков России Кинотавра, главный приз «Меридианов Тихого» XVII Международного кинофестиваля стран АТР, премию Circle Award 2019, специальный приз «За новое звучание в кинематографе» на XVI Международном кинофестивале в Севилье.
В 2022 году вышел фильм Золотухина «Брат во всём», премьера состоялась на 72-м Берлинском кинофестивале в программе Encounters («Встречи»). Картина о братьях-близнецах, которые мечтают стать лётчиками военной авиации, также была снята под художественным руководством Сокурова. Золотухин, по словам критиков, снял «тонкое пацифистское высказывание», частично опираясь на собственные детские воспоминания о жизни среди лётчиков и военных гарнизонов. Главные герои его картины мечтают о небе и полётах, а не о бомбардировках. Сам Золотухин говорит: «война ужасна, отвратительна и страшна». Главные роли в картине исполнили Сергей и Николай Журавлёвы, актёры театра кукол. Российская премьера состоялась в московском кинотеатре «Художественный» 24 февраля 2022 года. В российский прокат с 3 марта 2022 года картину выпустила компания «Пионер».

## Фильмография
| Год  | Фильм             | Роль     | Роль      |
| Год  | Фильм             | Режиссёр | Сценарист |
| ---- | ----------------- | -------- | --------- |
| 2014 | Орнамент          | Да       | Да        |
| 2017 | Жизнь моего друга | Да       | Да        |
| 2018 | Мальчик русский   | Да       | Да        |
| 2022 | Брат во всём      | Да       | Да        |